# День Быка
День Быка́ (яп. 土用の丑の日 Доё уси-но хи) — день, связанный со знаком «Бык» в традиционном японском календаре китайского происхождения. Самый известный в Японии «День Быка» (один день или два дня с промежутком в 12 дней) выпадает на самое жаркое время года (конец июля — начало августа), отличающееся также повышенной влажностью. Главным блюдом этого дня является кабаяки — печёный или жареный угорь (унаги) под сладким соусом тэрияки. Считается, что эта пища, содержащая много жира, помогает поддержать силы в этот душный период года.
Западный аналог — «Собачьи дни», имеющие общие корни с каникулами.

## Происхождение традиции
| Год  | Первый день | Второй день |
| ---- | ----------- | ----------- |
| 2004 | 21 июля     | 2 августа   |
| 2005 | 28 июля     | 28 июля     |
| 2006 | 23 июля     | 4 августа   |
| 2007 | 30 июля     | 30 июля     |
| 2008 | 24 июля     | 5 августа   |
| 2009 | 19 июля     | 31 июля     |
| 2010 | 26 июля     | 26 июля     |
| 2011 | 21 июля     | 2 августа   |
| 2012 | 27 июля     | 27 июля     |
| 2013 | 22 июля     | 3 августа   |
| 2014 | 29 июля     | 29 июля     |
| 2015 | 24 июля     | 5 августа   |
| 2016 | 30 июля     | 30 июля     |
| 2017 | 25 июля     | 6 августа   |
| 2018 | 20 июля     | 1 августа   |
| 2019 | 27 июля     | 27 июля     |
| 2020 | 21 июля     | 2 августа   |

Самое раннее упоминание о связи приготовленного угря с летней жарой относится к антологии японской поэзии «Манъёсю» (VIII столетие). В стихах Отомоно Якамоти объясняется, что для того, чтобы не потерять вес из-за летней жары, для здоровья будет полезен приготовленный угорь.
О происхождении обычая есть угря именно в летний «День Быка» существует несколько поздних легенд.
Согласно одной легенде, в столичной закусочной «Харуки-я» некий даймё (феодальный князь) заказал огромное количество кабаяки в самый разгар лета, так что повара трудились три дня, чтобы выполнить заказ: они жарили угря на протяжении дня «Нэ» (Мыши), дня «Уси» (Быка) и дня «Тора» (Тигра), а готовое блюдо относили в погреб, служащий в качестве холодильника. Но когда настало время пира и кушанье достали, то обнаружилось, что кроме кабаяки, приготовленного в День Быка, остальное протухло. Оттого будто бы повелось жарить угря только в летний День Быка.
По другому преданию, однажды учёному-голландоведу Хирага Гэннаю (1729—1780) трактирщик пожаловался на свой убыточный бизнес, так как в летнюю жару никто не хотел покупать жареных угрей, являвшихся фирменным блюдом заведения. Хираги в ответ предложил повесить у входа большой рекламный плакат с надписью «Сегодня летний День Быка! День потребления унаги!» С тех пор употребление в пищу угрей (унаги) в День Быка вошло в обычай.
Существует также гипотеза о письменной ассоциации, поскольку слово «бык», записанное японской азбукой хираганой, напоминает извивающихся угрей: うし.
Из 1 миллиарда угрей, ежегодно съедаемых во всём мире, половина приходится на японцев. При этом блюда из этой рыбы относятся к дорогой ценовой категории, и, как правило, большая часть угрей, потребляемых в Японии, выращены в искусственных водоемах.